# Mirti

Mirti is een metrostation in het stadsdeel municipio VI van de Italiaanse hoofdstad Rome. Het station werd geopend op 29 juni 2015 en wordt bediend door lijn C van de metro van Rome.

## Geschiedenis
Het Piazza Mirti ligt midden in de wijk Centocelle en was op 28 april 1927 het eindpunt geworden van een zijtak van de sneltram langs de Via Casilina. De tramdienst naar het plein werd op 15 mei 1982 opgeheven zodat de bewoners weer naar de 700 meter zuidelijker gelegen Via Casilina moesten om de tram naar Rome te nemen. Vanaf 1986 werd Metrolijn C ontwikkeld ter vervanging van de sneltram. De route werd gepland door de woonwijken in plaats van langs de Via Casilina en kreeg ook een station bij het Piazza Mirti.

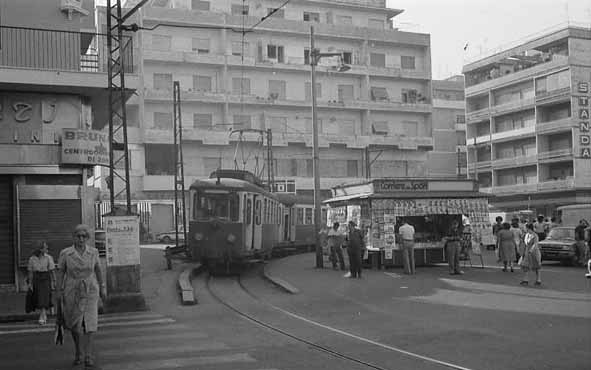
De sneltram in de eindlus in 1980

## Aanleg
Het definitieve tracé van lijn C werd in 2005 gepresenteerd en in juli 2007 begon de bouw van het station. Tijdens de bouw werd het plein gedeeltelijk afgesloten en werden bushaltes verplaatst. In december 2014 werd het station opgeleverd, de proefritten begonnen op 30 april 2015. Na ruim 33 jaar zonder spoorvervoer kunnen de bewoners sinds 29 juni 2015 weer in de eigen buurt instappen.     